# WISEPA J031325.96+780744.2
WISE 0313+7807，全称为WISEPA J031325.96+780744.2，是广域红外线巡天探测卫星（WISE）于2011年在仙王座发现的一颗棕矮星。WISE 0313+7807测光距离为8.1秒差距（26.4光年）。它的恒星光谱为T8.5。